# Sulfeto de alumínio
O sulfeto de alumínio é um composto inorgânico de fórmula química Al2S3.